# Chacun sa chance (film, 1930)
Pour les articles homonymes, voir Chacun sa chance.
Pour plus de détails, voir Fiche technique et Distribution.
Chacun sa chance est un film franco-allemand de Hans Steinhoff et René Pujol, sorti en 1930.

## Synopsis
Un vendeur dans un magasin est pris pour un baron. En tant que noble, il arrive plus facilement à conquérir le cœur de la marchande de chocolat dont il est amoureux. Mais le véritable baron est en prison et à sa sortie. Il retrouve tout simplement sa femme et le petit vendeur épouse la petite marchande.

## Fiche technique
- Réalisateur : Hans Steinhoff et René Pujol
- Scénario : Richard Arvay, Charlie Roellinghoff, d'après une nouvelle de Bruno Hardt-Warden
- Adaptation, dialogues et lyrics :  René Pujol
- Producteur : Marcel Hellman
- Directeurs de la photographie : Karl Puth et Victor Arménise
- Son : Carl Livermann
- Décors : Jacques Colombier
- Musique : Walter Kollo, Nico Dostal
- Assistant réalisateur : Louis Domke
- Tournage : Studios Pathé Nathan à Joinville-le-Pont
- Sociétés de production : Pathé-Natan (France) - Marcel Hellmann-Films (Allemagne)
- Société de distribution : Pathé-Natan
- Pays de production :  France Allemagne  République de Weimar
- Langue originale : français
- Format : noir et blanc - 1,33:1 - 35 mm - son mono
- Durée : 76 minutes
- Dates de sortie :
  - France : 27 décembre 1930 (première présentation) - 8 janvier 1931 (sortie nationale)

## Distribution
- Jean Gabin : Marcel Grivot
- André Urban : le baron Marcel de Montheuil
- Renée Héribel : Marianne de Montheuil
- Gaby Basset : Simone, la vendeuse de bonbons
- Germaine Laborde : Mariette, la meneuse de revue
- Jane Pierson : l'habilleuse de Mariette
- Odette Josylla : Colette
- Raymond Cordy : le pochard
- Jean Sablon : Jean d'Arthaud
- Hubert Daix : M. Dalmas, le directeur des magasins
- Hélène Christiane
- Josyane

## Autour du film
- Premier rôle au cinéma dans un long-métrage pour Jean Gabin.
- La comédienne Hélène Christiane outre le film Chacun sa chance en 1930 est apparue dans un film muet de 1928 : Il était une fois trois amis de Jean Benoît-Lévy et Marie Epstein
- Pour la comédienne Germaine Laborde (Miss France 1929), il semble que ce film soit son unique apparition sur un écran